# Jack Ruby

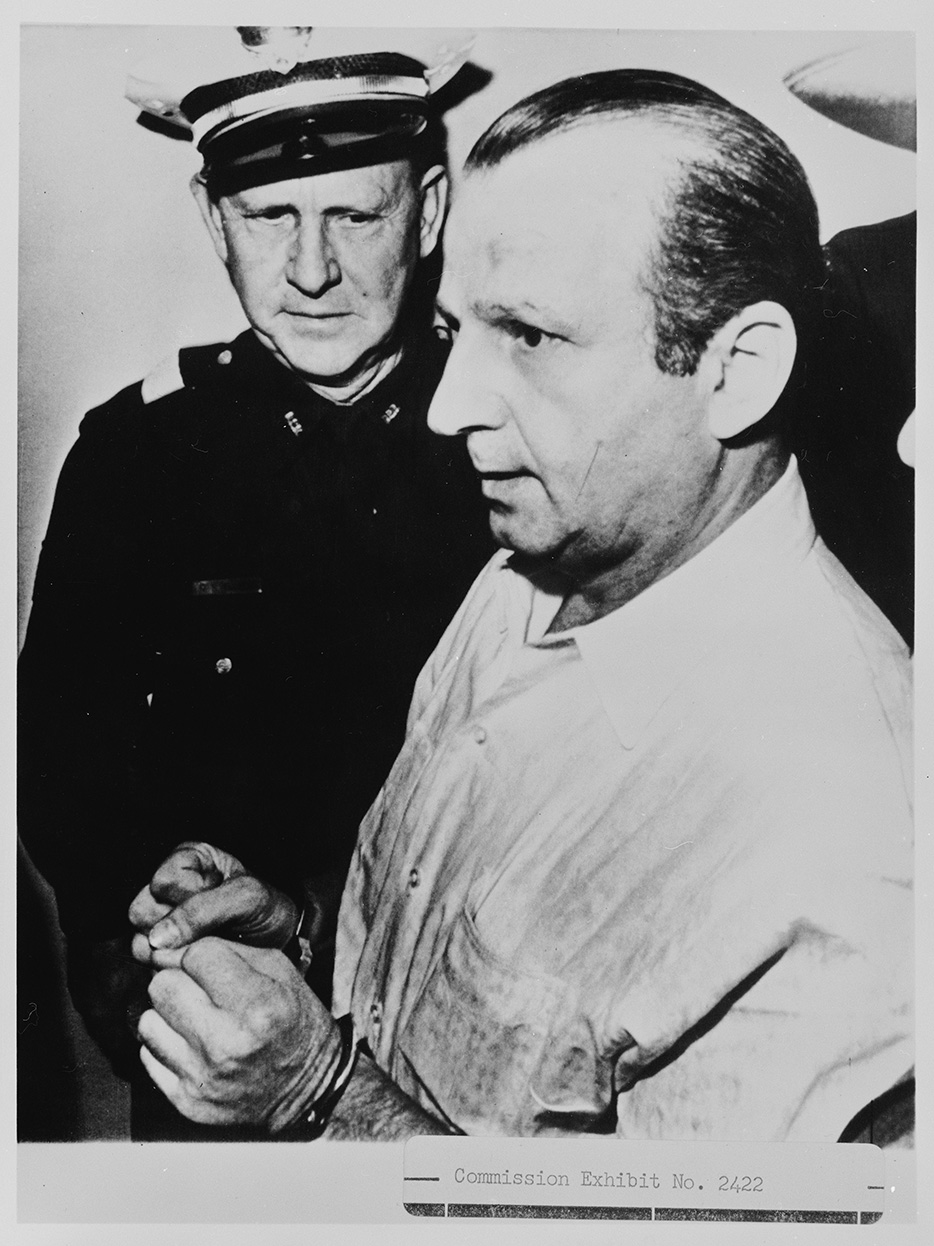
Jack Ruby nach seiner Festnahme am 24. November 1963.

Jack Ruby (* 25. März 1911 in Chicago, Illinois als Jacob Leon Rubenstein; † 3. Januar 1967 in Dallas, Texas) war ein US-amerikanischer Nachtclubbesitzer. Bekannt wurde er als Mörder von Lee Harvey Oswald, dem mutmaßlichen Attentäter von US-Präsident John F. Kennedy.

## Leben
Ruby wurde als Kind polnisch-jüdischer Einwanderer geboren. Er lebte mit seinen sieben Geschwistern bei Pflegeeltern. Schon früh geriet er in kriminelle Machenschaften und beteiligte sich an gewaltsamen Auseinandersetzungen mit Mitgliedern des nationalsozialistischen Amerikadeutschen Bundes. Mehrere seiner Jugendfreunde sollten prominente Mobster werden, etwa der Boxer Barney Ross oder der Auftragskiller Dave Yaras. Mit sechzehn verließ Ruby die Schule – womit er in den folgenden Jahren sein Geld verdiente, ist unbekannt. Von 1933 bis 1937 lebte er in San Francisco, wo er sich durch Schwarzmarkthandel mit Eintrittskarten sowie Verkäufen von Zeitungsabonnements und Tipps beim Pferdewetten über Wasser hielt. 1937 fand er einen Posten bei der Gewerkschaft der Schrotthändler von Chicago, die wie viele amerikanische Gewerkschaften dieser Zeit vom organisierten Verbrechen unterwandert war (labor racketeering). Nachdem ein örtlicher Gewerkschaftsfunktionär 1939 erschossen worden war (angeblich in Notwehr), verließ Ruby die Organisation, arbeitete als Verkäufer und wurde im Zweiten Weltkrieg zur US-Luftwaffe eingezogen. Nach seiner Entlassung vom Militär ging er 1947 nach Dallas, wo seine ältere Schwester lebte, die ihrerseits Verbindungen zum organisierten Verbrechen hatte. Er übernahm ihren Nachtclub, den er in Silver Spur umbenannte, und eröffnete 1953 einen zweiten, das Vegas. 1959 erwarb er einen weiteren Club, das Striptease-Lokal Carrousel. In den 1950er Jahren pflegte er verschiedene Verbindungen zu bekannten Mobstern, darunter dem Kasinobesitzer Benny Binion. Während der 1950er Jahre wurde Ruby wiederholt festgenommen, unter anderem wegen Streitereien mit Kunden, wegen Verstößen gegen die Sperrstunde und das Waffengesetz und wegen tätlichen Angriffs. Hierfür musste er einmal eine Geldbuße zahlen, ansonsten hatte er keine Vorstrafen. Angehörige der Polizei von Dallas bestach er, indem er sie in seine Clubs einlud oder nebenberuflich als Rausschmeißer beschäftigte. 1959 nahm das FBI Kontakt mit ihm auf, um ihn als Informanten anzuwerben. Ruby kooperierte, da er aber keine Informationen hatte, die von irgendeinem Interesse gewesen wären, wurde die Zusammenarbeit eingestellt.
1959 reiste Ruby wiederholt nach Kuba, wo Fidel Castros Bewegung des 26. Juli kurz zuvor die Macht übernommen hatte, und nahm dort Kontakt zu dem Gangster Santo Trafficante, Jr. auf; der Historiker David E. Kaiser vermutet, dass er bei diesen Reisen Geld der Mafia von der Insel schmuggelte.

### Ermordung von Lee Harvey Oswald

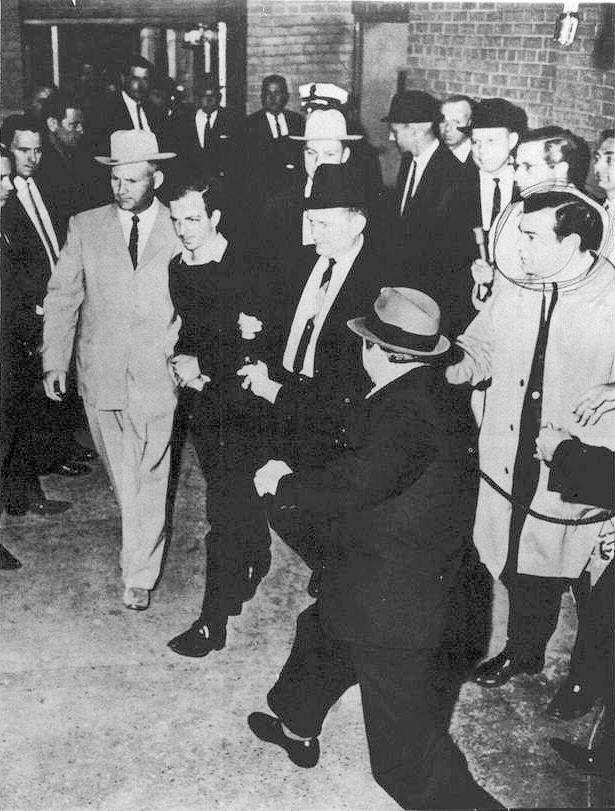
Jack Ruby erschießt Lee Harvey Oswald

Am 24. November 1963 erschoss Ruby den mutmaßlichen Mörder von John F. Kennedy, Lee Harvey Oswald, im Keller des Polizeigebäudes von Dallas. Am 14. März 1964 wurde er des Mordes für schuldig befunden und zum Tode verurteilt. Sein Anwalt Melvin Belli hatte vergeblich versucht, einen Freispruch wegen geistiger Unzurechnungsfähigkeit zur Tatzeit zu erwirken. Das Urteil wurde im November 1966 von der Berufungsinstanz aufgehoben. Sie folgte der Argumentation von Rubys Anwalt, dass der Prozess wegen der aufgeheizten Stimmung nicht in Dallas hätte stattfinden dürfen. Ein neuer Prozess war für Februar 1967 in Wichita Falls geplant, kam aber wegen Rubys Tod nicht mehr zustande.
Seine Vernehmung durch die Warren-Kommission am 7. Juni 1964 verlief tumultartig. Ruby drängte wiederholt darauf, nach Washington gebracht zu werden, weil er angeblich nur dort die Wahrheit sagen könne, und brach mehrfach in Tränen aus. Er bestand auf einen Test mit dem Lügendetektor:

„Was irgendeine Verschwörung betrifft, bin ich ebenso unschuldig wie Sie, meine Herren. … Alles was ich will, ist ein Test mit dem Lügendetektor, um die Wahrheit zu sagen und die Lügen zu bekämpfen, die über mich erzählt werden. … Es gab keine Verschwörung.“

Er befürchtete, als Teil einer Verschwörung hingestellt zu werden, womit in seiner Vorstellung ein Vorwand geschaffen werden solle, um die amerikanischen Juden zu bekämpfen:

„Das jüdische Volk wird in diesem Moment ausgerottet … Mein Volk wird leiden für Dinge, die man über mich sagen wird.“

Ursprünglich äußerte Jack Ruby, dass er Lee Harvey Oswald nur Jacqueline Kennedy zuliebe getötet habe. In einem Brief an einen anderen Anwalt jedoch schreibt er, dass diese Idee von seinem Anwalt Tom Howard kam. Dem Gefängnispsychologen erzählte er, dass man ihn erpresst habe, Oswald zu töten. Im Jahr 1978 wurde ein altes Fernsehinterview gefunden, das Ruby während einer Pause einer Gerichtsverhandlung gab. Ruby:

„Das einzige was ich sagen kann. Alles, was von Bedeutung ist, alles, was geschehen ist, kam niemals ans Tageslicht. Die Welt wird niemals die wahren Tatsachen erfahren: mit anderen Worten, meine wahren Motive. Ich bin die einzige Person im Hintergrund, die die Wahrheit über alles, was sich auf meine Person bezieht, kennt.“

Der Interviewer fragt Ruby, ob er glaube, dass die Wahrheit jemals ans Licht kommen werde. Ruby:

„Nein. Denn unglücklicherweise werden diese Leute, die so viel zu gewinnen haben und ein starkes Motiv hatten, mich in diese Lage zu bringen, in der ich bin, niemals zulassen, dass die wahren Tatsachen ans Tageslicht der Welt kommen.“

Die anschließende Annahme eines Reporters, ob ebendiese Leute hohe Positionen bekleiden würden, bestätigt er.
Rubys geistiger Gesundheitszustand hatte sich seit seinem Prozess deutlich verschlechtert. Nach Aussage seiner Schwester Eva vor der Warren-Kommission wurde er von der paranoiden Vorstellung verfolgt, die US-Regierung plane einen Holocaust an allen Juden, und wähnte, im unteren Stockwerk des Gefängnisses von Dallas, in dem er einsaß, wären bereits 160 Millionen Juden ermordet worden.

### Tod
Auf seinem Sterbebett im Parkland Memorial Hospital äußerte sich Ruby am 19. Dezember 1966 zum letzten Mal zum Mord an Oswald, für den er ganz allein verantwortlich sei. Wie sein Bruder Earl bezeugte, wollte er einen weiteren Test mit dem Lügendetektor beantragen, „sodass die Menschen überzeugt werden, dass es von seiner Seite keinen Plan gab, keine Verschwörung irgendeiner Art. Es gibt nichts zu verbergen, da war niemand sonst“.
Kurz bevor der Fall erneut durch den Bezirksstaatsanwalt von New Orleans, Jim Garrison, aufgerollt wurde, starb Jack Ruby am 3. Januar 1967 im Parkland Memorial Hospital von Dallas an einem Thrombus, der durch seinen Lungenkrebs ausgelöst worden war.

## Filme
Die Ermordung Oswalds und die Rätsel um sein Verhalten vor und nach der Ermordung Kennedys waren Gegenstand dreier Filme:
- Ruby and Oswald – Der Fernsehfilm (1978) von Mel Stuart hält sich vor allem an die Ergebnisse der Warren-Kommission.
- JFK – Tatort Dallas – In Oliver Stones Film von 1991 wird Ruby von Brian Doyle-Murray, einem Bruder von Bill Murray, dargestellt.
- Jack Ruby – Im Netz der Mafia – Der 1991 entstandene, im März 1992 uraufgeführte Spielfilm spekuliert über die Motivation und Hintergründe von Ruby, dargestellt von Danny Aiello. Unter anderem zeigt er Ruby als einen emotional instabilen, nach öffentlicher Aufmerksamkeit heischenden Menschen und beleuchtet seine langjährigen Verbindungen sowohl zur US-amerikanischen Mafia als auch zur Polizei in Dallas sowie seine Tätigkeit als FBI-Informant.